# Lajos Tamás (gépészmérnök)
| Lajos Tamás (gépészmérnök)                | Lajos Tamás (gépészmérnök)                |
| Kattints az alábbi külső linkek egyikére! | Kattints az alábbi külső linkek egyikére! |
| ----------------------------------------- | ----------------------------------------- |
| Nem található szabad kép.(?)              |                                           |
| külső link · jogvédett                    | Képe a BME honlapján                      |

Lajos Tamás (Eger, 1944. január 31. – 2023. január 24.) magyar gépészmérnök, a műszaki tudományok doktora, egyetemi tanár, 1987–1991 között a Budapesti Műszaki Egyetem (BME) nemzetközi ügyekért felelős rektorhelyettese, 1991-től 2008-ig a BME Áramlástan Tanszékének vezetője.

## Életútja
1963-ban kezdte meg tanulmányait a Budapesti Műszaki Egyetem Gépészmérnöki karán, ahol 1968-ban szerzett gépészmérnöki oklevelet. Egyetemi tanulmányait követően tanársegédként a BME Áramlástan Tanszékének munkatársa lett. 1972-ben egyetemi doktori, 1976-ban kandidátusi fokozatot szerzett. Utóbbit a keresztirányú ventilátorokkal kapcsolatos kutatásaiért. 1988-ban szerezte meg a műszaki tudományok doktori fokozatát, disszertációját az autóbuszok aerodinamikai vizsgálata témakörében készítette.

## Díjai, elismerései
- Kiváló Feltaláló (MTA)
- Magyar Köztársasági Érdemrend középkeresztje (1995, polgári tagozat)
- Pázmány Péter-díj (2002)
- Szent-Györgyi Albert-díj (2014)

## Művei
A BME Központi Könyvtárban található művei:
- Az áramlástan alapjai, egyetemi tankönyv, Budapest, 2015, 2019 (DVD is)
- Az áramlástan alapjai, egyetemi tankönyv, Budapest, 1998, 1999, 2000, 2004, 2008, Műegyetemi Kiadó
- Conference on modelling fluid flow 13. (2006) Budapest. Proceedings of the conference on modelling fluid flow, BME
- Conference on modelling fluid flow (2003) Budapest. Conference on modelling fluid flow (CMFF ’03), BME
- Áramlástan I-II, 1998, Műegyetem Távoktatási Központ, Budapest (DVD is)
- Autóbusz körüli áramlás vizsgálata, akadémiai doktori értekezés, 1987, MTA, Budapest
- Az áramlás sajátosságai a keresztáramú ventillátorban[sic], kandidátusi értekezés, 1976, MTA, Budapest
- Keresztáramú ventilátor vizsgálata, műszaki doktori értekezés (1972), BME, Budapest
- Az áramlástan alapjai, egyetemi jegyzet, BME (1992-1993 között, több kiadás)